# Coiffeur
Coiffeur es un proyecto musical iniciado en 2005 por Guillermo Alonso, quien ha tocado la guitarra desde su niñez y estudió música en el conservatorio de Antonio Ginastera de Morón. Apareció en escena con un CDR homónimo, editado y grabado de forma autogestionada.
Se presentó sobre diversos escenarios de Capital Federal, Gran Buenos Aires, La Plata, Córdoba, Montevideo, Santiago de Chile y México junto a artistas como Gabo Ferro, Dani Umpi, Javiera Mena, Gepe, Miranda!, Julieta Venegas y Kings of Convenience, entre otros.

## Historia
Guillermo Alonso es el verdadero nombre tras Coiffeur. Desde pequeño ha vivido en Morón, al oeste de Buenos Aires. A pocas cuadras de su casa había una peluquería que durante mucho tiempo le llamó la atención. Cada vez que pasaba junto a ella le intriga sus vidrios polarizados y su ambiente misterioso. En el frontis se leía: "Coiffeur, cortes internacionales". Y fue con ese recuerdo que nació su nombre artístico. "Estaba buscando algo que me represente, que tenga que ver con mi lugar de origen. Esa peluquería me parecía interesante y su letrero era gracioso", cuenta el artista en una entrevista.
Sólo con su guitarra logró crear paisajes enteros, descriptos en detalle por un rasgueo o un susurro. Muchas de las letras de Coiffeur hablan de viajes: aparecen trenes que van al litoral y campamentos en la Puna.
Pero no sólo en su nombre se vislumbra ese implícito homenaje a su barrio. En muchas de sus canciones Morón es el escenario; en sus letras están sus personajes, su idiosincrasia y los recuerdos de toda una vida. Esto especialmente en su primer disco, "Primer Corte" (2005).
Su Primer Corte está centrado en el enamoramiento o en la idealización del objeto. Luego en su segundo álbum (“No Es”) abre un poco más el juego y empieza a hablar del momento en que ese objeto empieza a volverse imperfecto. No está centrado en la cotidianeidad, si no en la idealización.
"Lo que queda es un álbum más sofisticado que Primer Corte, con una mayor amplitud rítmica y un montaje sonoro leve pero decisivo que se acopla naturalmente a las canciones". Así describe la revista Rolling Stone de Argentina el segundo álbum de Coiffeur, un músico que según la misma publicación tiene una "voz de zorzal apichonado", y cuyo excepcional disco "no abunda en esta época". La primera vez que esta revista internacional se refirió a Coiffeur fue para elegirlo como artista revelación del año 2005.
A partir del EP "Nada" (2012) el sonido de Coiffeur fue mutando hacia horizontes más electrónicos, desembocando en lo que fue su trabajo "Conquista de lo Inútil" (2013) donde explora las bases programadas.

## Discografía
- Primer Corte (2005)
- No Es (2006)
- El tonel de las Danaides (2009)
- Nada (EP) (2012)
- Conquista de lo inútil (2014)
- Coordenadas (EP) (2016)
- Eclipse (2019)